# 마지뉴 올리베이라
마지뉴 올리베이라(브라질 포르투갈어: Mazinho Oliveira, 1965년 12월 26일~)는 브라질의 축구 선수이며 1995년부터 1999년까지 가시마 앤틀러스, 2000년 가와사키 프론탈레에서 뛰었는데 본인(마지뉴 올리베이라)의 첫 팀이었던 가시마는 본인(마지뉴 올리베이라)에 앞서 차상해를 영입할 예정이었지만 그 당시 에이전트 제도가 없었던 데다 선수가 해외 결정을 절대 할 수 없었던 시절이라 무산됐다.

## 통계
| 브라질 | 브라질 | 브라질 |
| 연도   | 출전   | 골     |
| ------ | ------ | ------ |
| 1990   | 1      | 0      |
| 1991   | 9      | 2      |
| 합계   | 10     | 2      |